# Gärs
Gärs, gers eller, speciellt i Finland, girs (Gymnocephalus cernua) är en fisk i ordningen abborrartade fiskar som lever i sött och bräckt vatten.

## Utseende
Gärsen blir upp till 30 centimeter lång, men den är oftast mindre. Kroppsformen påminner om abborrens, men båda ryggfenorna är sammanvuxna. Ovansidan är fläckig i brunaktiga och grönaktiga färger. Buksidan är blekgul eller brunaktig. Fenorna är inte annorlunda färgade än resten av kroppen men är utrustade med taggar. Huvudet har ett antal slemfyllda gropar, vilket har givit fisken det alternativa namnet snorgärs.

## Vanor
Fisken lever i djupare sjöar eller i långsamt rinnande vattendrag, särskilt där botten är lera, sten eller sand. Den kan också gå ut i bräckt vatten.
Gärsen lever av djurplankton samt fiskägg och bottendjur som insektslarver och musslor. Den har ett känsligt sidolinjesystem som gör att den kan finna föda nattetid och i grumligt vatten.

## Utbredning
Gärsen påträffas i Skandinavien utom större delen av västra Norge. Vidare finns den söderöver till Frankrike och österut till Kolymafloden i Sibirien (Nielsen–Svedberg anger dock att det östliga utbredningsområdet sträcker sig ända till Stilla havet). Den har nyligen inplanterats i Övre sjön och Michigansjön i USA, dock med mindre lyckat resultat eftersom den, speciellt, konkurrerar med den inhemska gula abborren.

## Fortplantning
Gärsen leker på grunt vatten, ofta i stora stim, under april till juni. Honan kan lägga upp till 6 000 ägg i form av långa band. Äggen, som sjunker till bottnen, kläcks efter ungefär en vecka. Larven är pelagisk i omkring 2 till 3 månader, under vilken tid den lever av djurplankton. Fisken blir könsmogen vid ungefär 2 års ålder, och kan bli upp till 6 år.

## Bygdemål
| Namn              | Trakt            | Referens |
| ----------------- | ---------------- | -------- |
| Kullbas, Kullbars | Göteborg, Ystad  | [ 11 ]   |
| Snorgärs          | Gävle, Hedesunda | [ 11 ]   |
| Grålänning        | Skåne            | [ 11 ]   |
| Hörk              | Skåne            | [ 11 ]   |
| Pinnhörk          | Skåne            | [ 11 ]   |